# Leucilla uter
Leucilla uter är en svampdjursart som beskrevs av Poléjaeff 1884. Leucilla uter ingår i släktet Leucilla och familjen Amphoriscidae. Inga underarter finns listade i Catalogue of Life.